# Streetlights
Streetlights è il quarto album discografico in studio della cantante statunitense Bonnie Raitt, pubblicato nel settembre del 1974.

## Tracce
Lato A
1. That Song About the Midway – 4:39 (Joni Mitchell)
2. Rainy Day Man – 3:38 (James Taylor)
3. Angel from Montgomery – 3:55 (John Prine)
4. I Got Plenty – 3:05 (Joey Levine, Jim Carroll)
5. Streetlights – 5:02 (Bill Payne)

Durata totale: 20:19
Lato B
1. What Is Success – 3:26 (Allen Toussaint)
2. Ain't Nobody Home – 3:01 (Jerry Ragovoy)
3. Everything That Touches You – 3:27 (Michael Kamen)
4. Got You on My Mind – 3:49 (Alee Willis, David Lasley)
5. You Got to Be Ready for Love (If You Wanna Be Mine) – 3:03 (Lou Courtney)

Durata totale: 16:46

## Formazione
- Bonnie Raitt - voce, chitarra
- David Spinozza - chitarra
- Don Grolnick - tastiera
- Freebo - basso
- Steve Gadd - batteria
- Jerry Friedman - chitarra
- Arthur Jenkins - percussioni
- Paul Griffin - tastiera, pianoforte
- Jeff Mironov - chitarra
- Richard Davis - basso
- Ralph MacDonald - percussioni
- Charlie Brown - chitarra
- Jon Mayer - tastiera
- Bob Babbit - basso
- John Hall - chitarra
- Leon Pendarvis - tastiera
- Bob Mann - chitarra
- Sharon Reed, Natalie Venable, Carl Hall, Lou Courtney - cori